# Madam Lindes Institut
Madam Lindes Institut, även kallad Skolen for Officersdötre, var en flickpension i Köpenhamn i Danmark, aktiv mellan 1787 och 1845. Det var en av de två största flickpensionerna i Köpenhamn (och Danmark) under sin verksamhetstid, jämsides med Madam Thonboes Institut, och uppfattades länge som den främsta skolan för överklassens döttrar.  

## Historik

### Grundande
Madam Lindes Institut grundades år 1787 (eventuellt 1786) av Anne "Anette" Lucie Benedicte Kramer (1763–1815), nygift med guldsmeden Lorenz Christoffer Linde, som var medlem i Köpenhamns stadsråd. 
Vid denna tid stod gifta kvinnor formellt under makens förmynderskap, men i Danmark blev det under 1700-talet normal praxis att myndigheterna utgick ifrån att en gift kvinna som ansökte om tillstånd att bedriva affärsverksamhet hade sin makes tillstånd såvida han inte aktivt ifrågasatte den inför myndigheterna, och frånskilda och separerade hustrur fick slentrianmässigt affärstillstånd för att de inte skulle ligga fattigvården till last.  

### Verksamhet
Informationen om skolan är begränsad, men det var en flickpension snarare än en flickskola. Den undervisade i ämnena skrivning, aritmetik, historia, geografi, franska, tyska, engelska, den lutherska religionen och handarbete. Skolan tog emot elever mellan sju och sjutton års ålder och var indelad i fem klasser. Den hade 100 elever år 1816 och 90 elever år 1830. 
Skolan tog främst emot elever ur adeln och den övre överklassen, hade högt anseende och var populär och framgångsrik. Det låg under beskydd av det danska kungahuset, som bekostade skolans lokaler i utbyte mot att den upplät femton platser till officersdöttrar som gratiselever, och dess formella namn var därför Skolen for Officersdötre. Skolan var därmed i viss mening statligt finansierad, något unikt för en flickskola vid denna tid. Den motsvarade Madam Thonboes Institut, som på samma sätt hade ett kompanjonskap med Selskabet for Uformoende Döttres frie Undervisning (UED), som det tog emot gratiselever från i utbyte mot viss finansiering. Men medan Madam Thonboes Institut inriktade sig på elever ur den övre borgerligheten och ämbetsmannaklassen, var Madam Lindes Institut en skola för adliga officersdöttrar, och det rådde därmed ingen rivalitet mellan dem, även om de var de två största flickpensionerna i Köpenhamn. Skolan upplevde ingen verklig konkurrens med Døtreskolen af 1791, Christianhavns Døtreskole eller Madam Thonboes Institut, eftersom alla dess var inriktade främst på ett borgerligt klientel, trots att undervisning i åtminstone de två förstnämnda var betydligt mer avancerad. Bland dess elever fanns Anna Nielsen, Kamma Rahbek och Magdalene Thoresen.  Det var en av de två skolor som övervägdes för Nathalie Zahle, som beskrev det som en "finare, fransk skola".  

### Avslut
När Anne Lucie Linde avled 1815 övertogs skolan av hennes döttrar, Christiane Laurentze Linde och Wilhelmine Charlotte Linde, som varit elever och sedan lärare i skolan och som fortsatte att driva den till 1840-talet. Skolan var fortsatt framgångsrik under deras tid: den beskrivs som mycket välmående år 1817, när den fortfarande hade cirka 100 elever, hade 1826 elva manliga och sex kvinnliga lärare, och hade 90 elever så sent som 1830. Under 1830-talet inträffade en nedgång, och skolan stängdes av den sista överlevande dottern. 